# Maria Immaculata (Deigstetten)

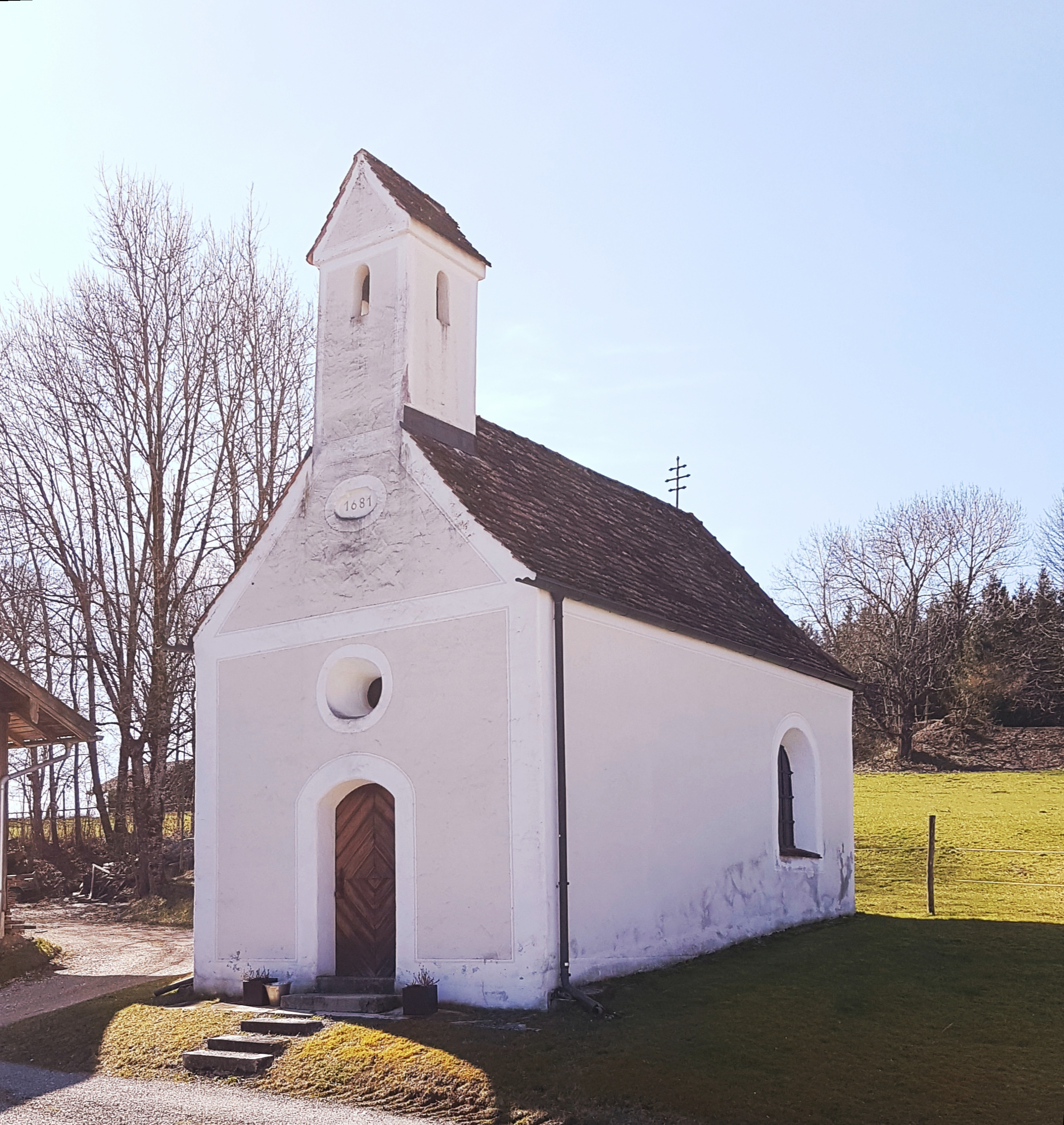
Marienkapelle in Deigstetten

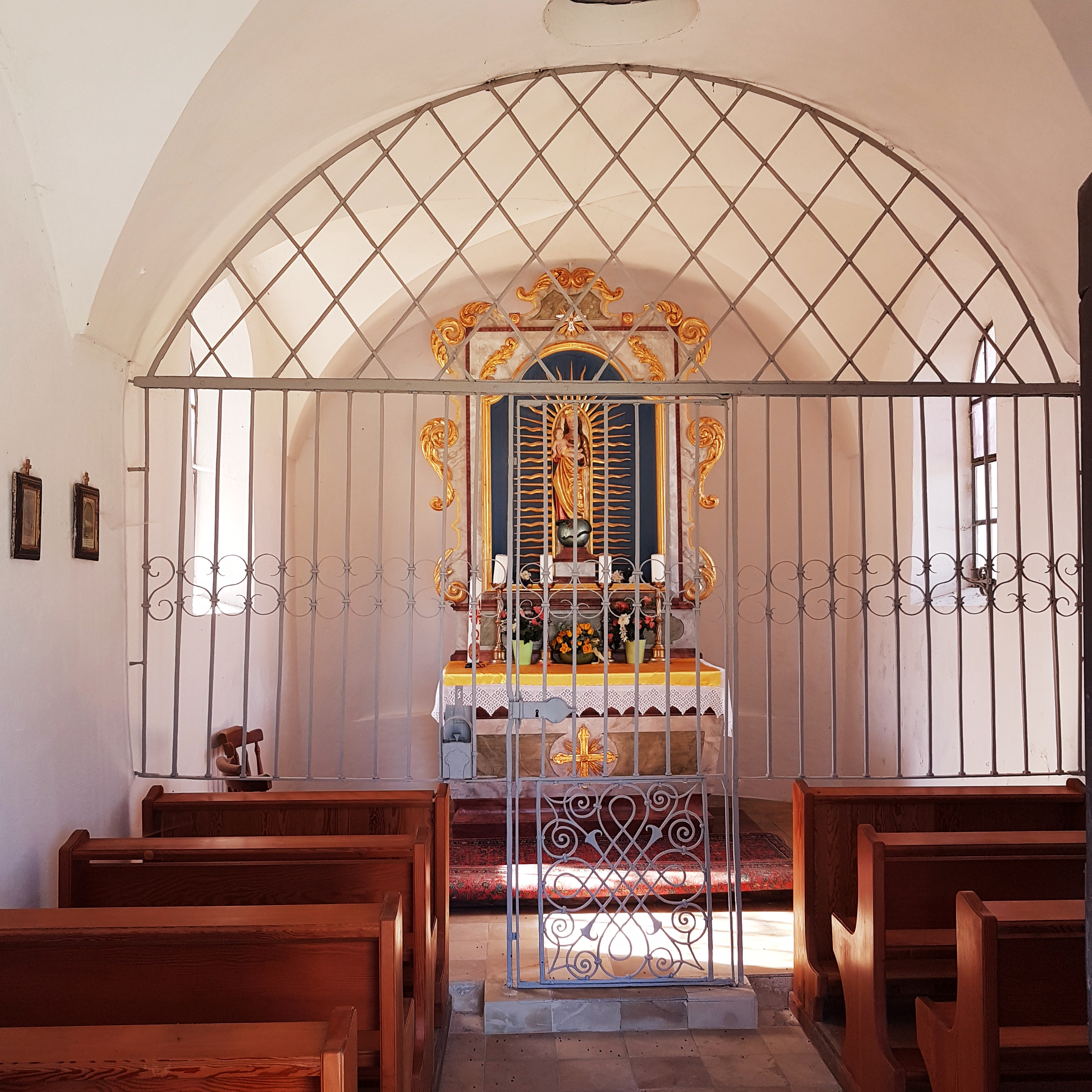
Innenansicht

Die Kapelle Maria Immaculata in Deigstetten, einem Ortsteil der oberbayerischen Gemeinde Straßlach-Dingharting im Landkreis München, wurde 1681 errichtet. Die Kapelle, die vom Münchener Hofschlosser Kaspar Darchinger erbaut wurde, ist ein geschütztes Baudenkmal.
Der einschiffige Bau mit dreiseitigem Schluss und Dachreiter ist nach Westen ausgerichtet. Das Schiff wird von einem Kreuzgratgewölbe bedeckt.
Im Altar steht eine Figur der Muttergottes, die um 1515/20 geschaffen wurde.